# Джарилгацький національний природний парк
Джарилга́цький націона́льний приро́дний парк — природоохоронна територія на території Скадовського району Херсонської області, на острові Джарилгач. До його складу входить сам острів, акваторія Джарилгацької затоки, а також берегова смуга між Скадовськом та Лазурним.

## Історія
Національний природний парк створено 11 грудня 2009 року згідно з указом президента України Віктора Ющенка з метою збереження цінних природних та історико-культурних комплексів і об'єктів північного Причорномор'я. До території національного природного парку «Джарилгацький» погоджено в установленому порядку включення 10000 гектарів земель державної власності, в тому числі 805 гектарів земель державного підприємства «Скадовське дослідне лісомисливське господарство», що вилучаються в установленому порядку та надаються національному природному парку в постійне користування, і 6726 гектарів земель державного підприємства «Скадовське дослідне лісомисливське господарство» та 2469 гектарів акваторії Джарилгацької затоки Чорного моря, що включаються до складу національного природного парку без вилучення.

### Російсько-українська війна
За попередніми оцінками Херсонської районної військової адміністрації, станом на січень 2024 року завдана через війну шкода біорізноманіттю парку складає 102,91 мільярди гривень.

## Процес створення
Основою створення національного парку є острів Джарилгач та прилегла до нього акваторія. Ця територія, яка має велике значення для збереження акваторії Чорного моря та птахів, ще сторіччя тому привернула до себе увагу науковців. Вже у 1923 році острів став частиною заповідника "Асканія-Нова", а у 1927 році став частиною Державних надморських заповідників. У 1937 році цей статус було скасовано і віддано місцевим колгоспам для випасу худоби і лісовому господарству для створення захисних насаджень (у 1960 році). Лише у 1974 році у північно-східній частині острова було створено заказник "Джарилгацький" з метою охорони золотобородника цикадового, а в 1997 році відновились роботи зі створення національного природного парку. І тільки у 2009 році весь острів знову потрапив під охорону .

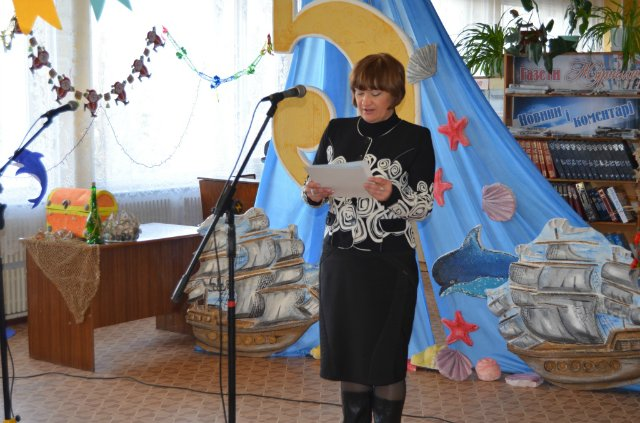
Шульга Світлана Миколаївна, директор НПП "Джарилгацький" 2012-2016 рр.

Згідно з указом президента Кабінет Міністрів України повинен:
1. забезпечити:
  1. вирішення питання щодо утворення адміністрації національного природного парку «Джарилгацький» та забезпечення її функціонування;
  2. затвердження у шестимісячний строк у встановленому порядку Положення про національний природний парк «Джарилгацький»;
  3. підготовку протягом 2010–2011 років матеріалів та вирішення відповідно до законодавства питань щодо вилучення та надання у постійне користування національному природному парку «Джарилгацький» 805 гектарів земель, а також розроблення проекту землеустрою щодо відведення земельних ділянок і проекту землеустрою з організації та встановлення меж території національного природного парку, отримання державних актів на право постійного користування земельними ділянками;
  4. розроблення протягом 2010–2012 років та затвердження в установленому порядку Проекту організації території національного природного парку «Джарилгацький», охорони, відтворення та рекреаційного використання його природних комплексів і об'єктів;
2. передбачати під час доопрацювання проекту Закону України «Про Державний бюджет України на 2010 рік» та підготовки проектів законів про Державний бюджет України на наступні роки кошти, необхідні для функціонування національного природного парку «Джарилгацький»

## Території природно-заповідного фонду, що входять до складу НПП «Джарилгацький»
Нерідко, оголошенню національного парку або заповідника передує створення одного або кількох об'єктів природно-заповідного фонду місцевого значення. В результаті, великий НПП фактично поглинає раніше створені ПЗФ. Проте їхній статус зазвичай зберігають.
До складу території національного природного парку «Джарилгацький» входять такі об'єкти ПЗФ України:
- Ботанічний заказник загальнодержавного значення «Джарилгацький»

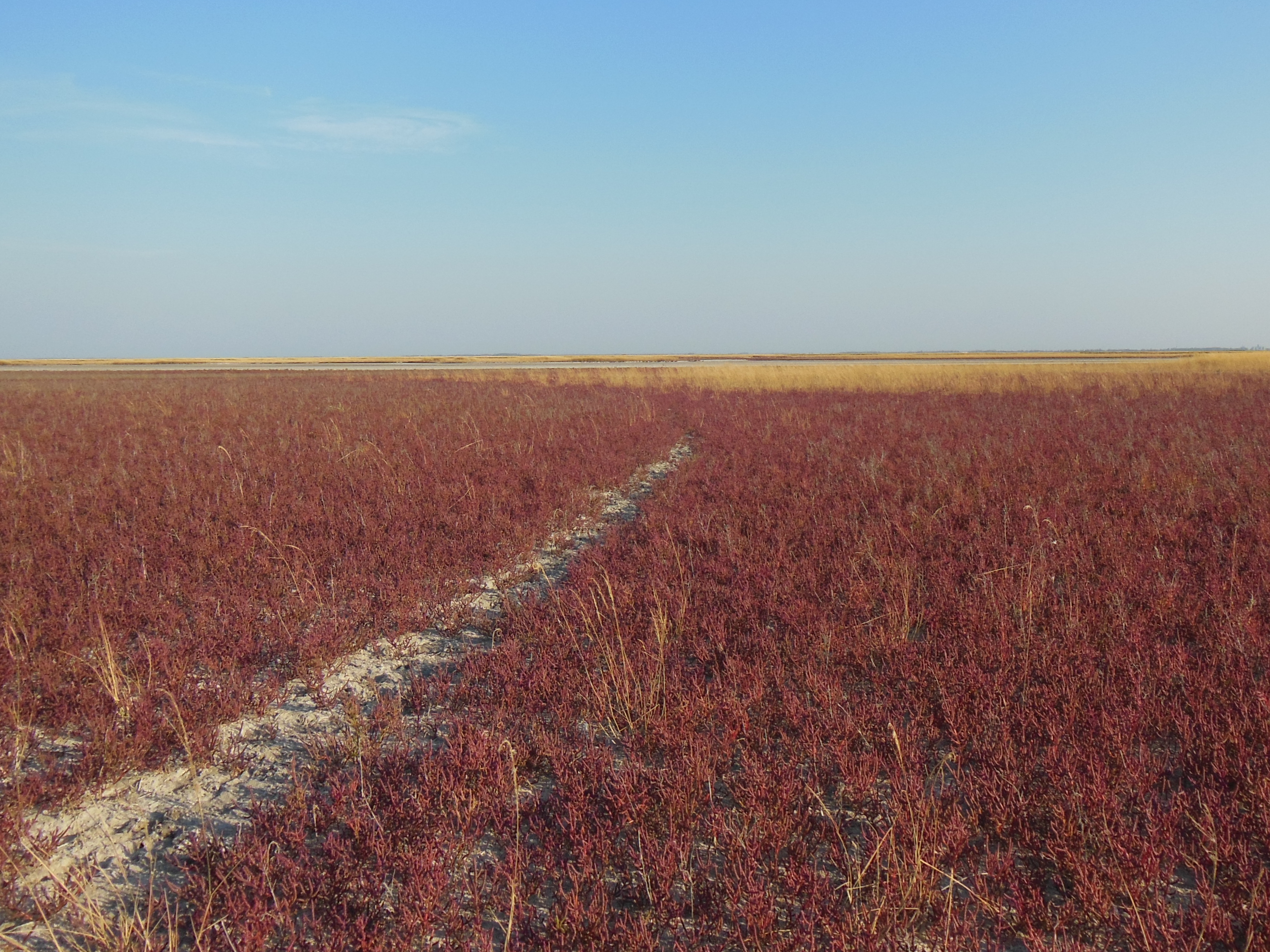
Солерос європейський

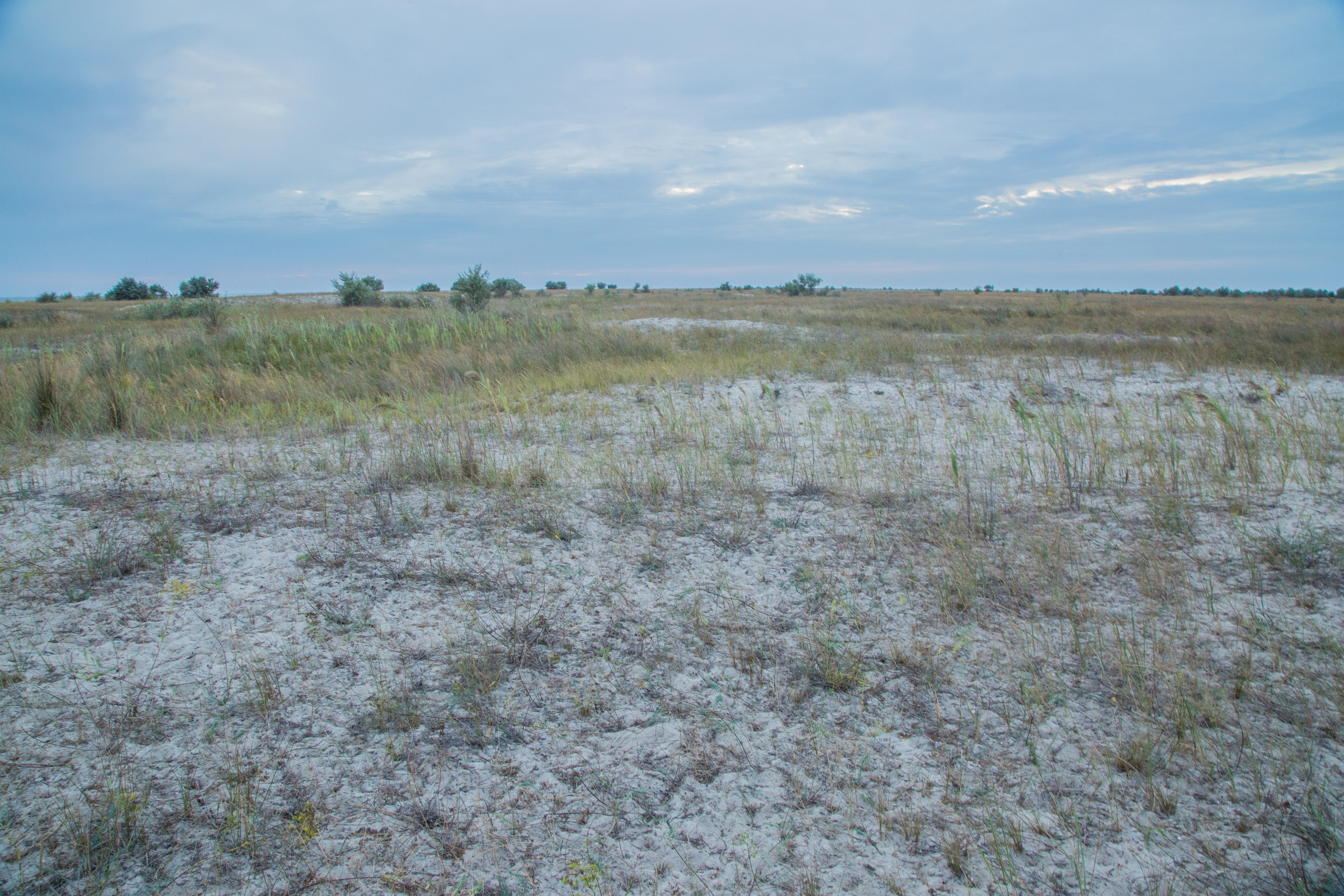
Піщана рослинність

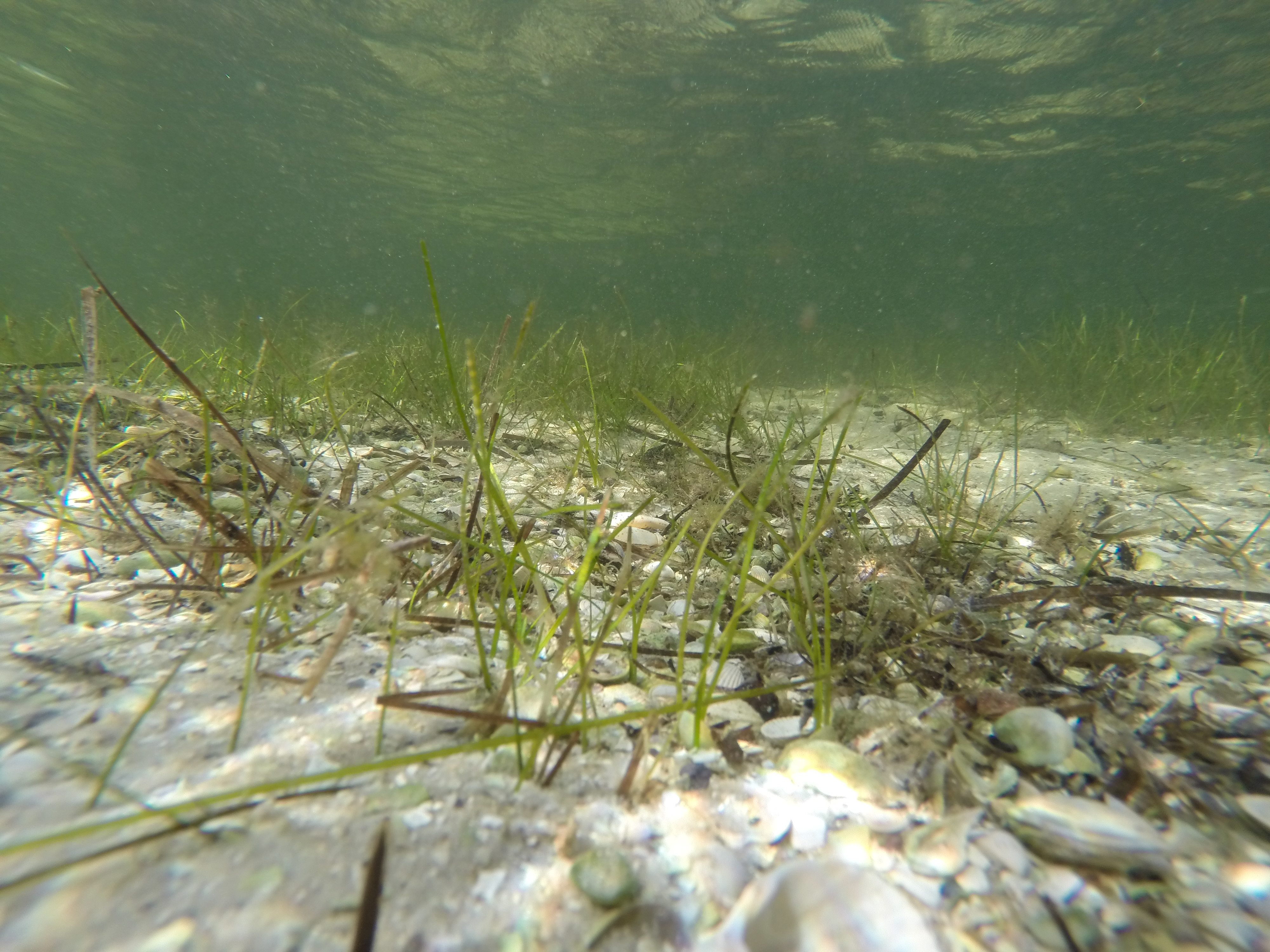
Підводна рослинність

## Фотогалерея

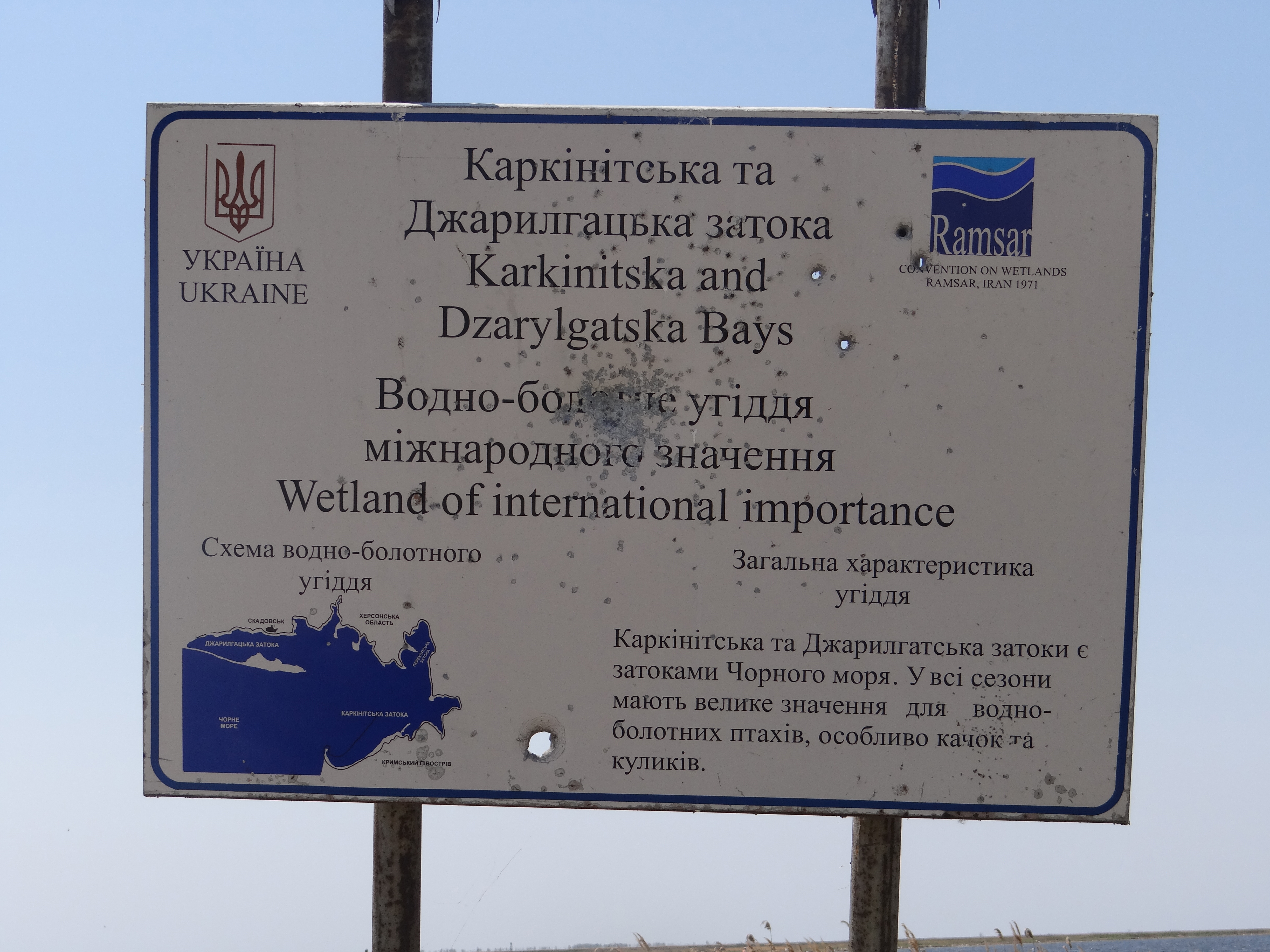
Інформаційний стенд на острові
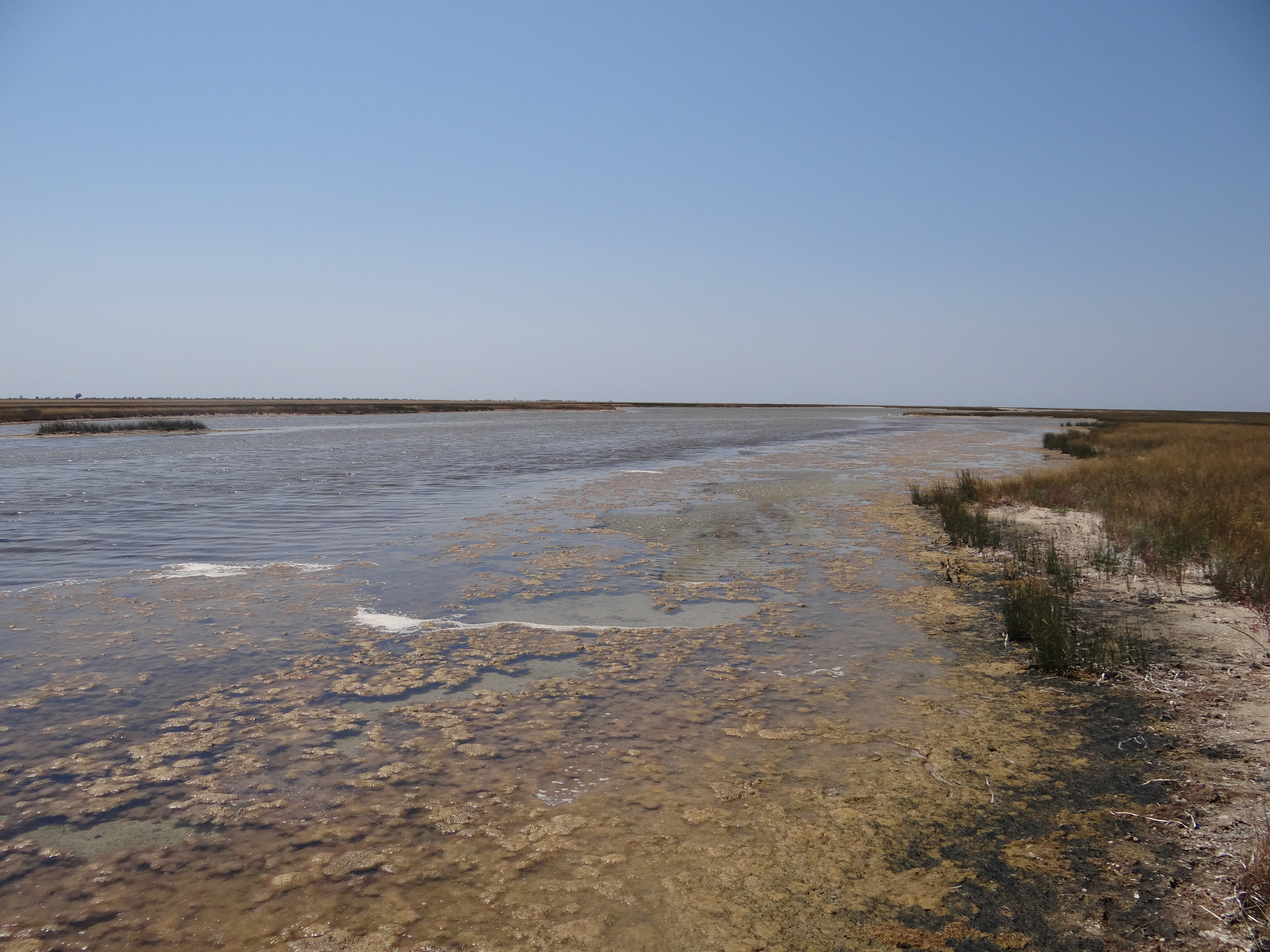
Лиман
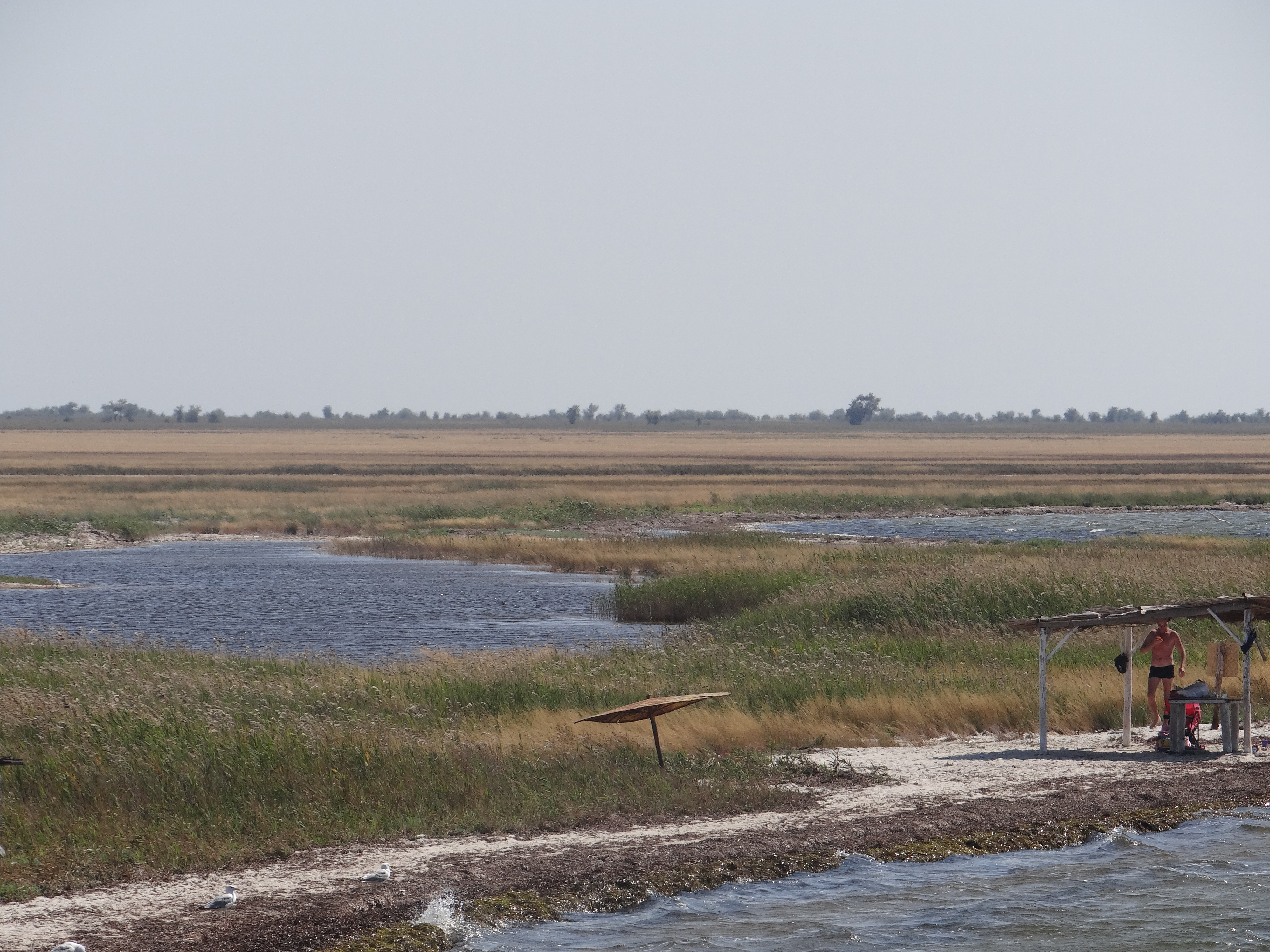
Краєвид
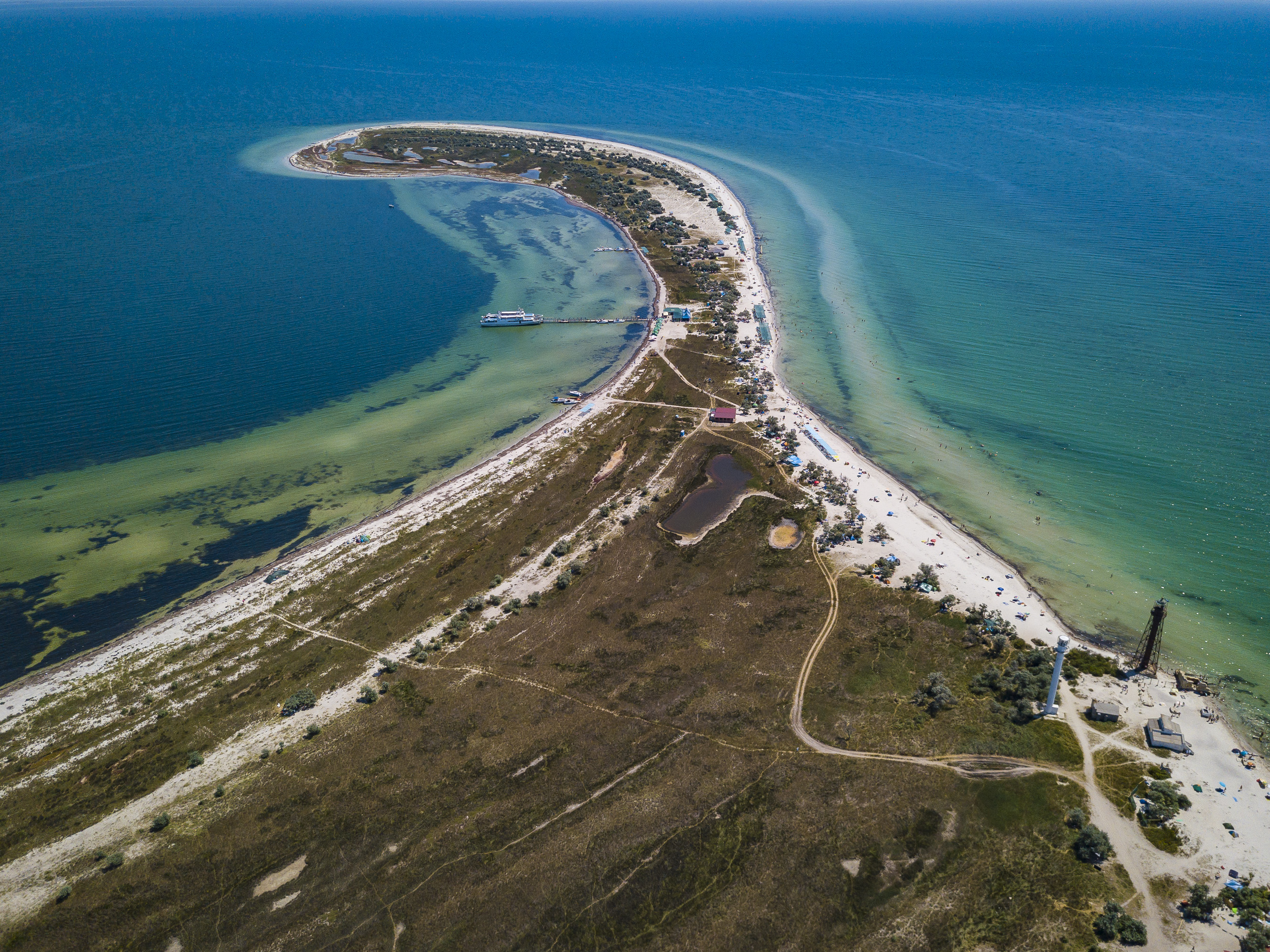
Джарилгацький НПП з висоти пташиного польоту
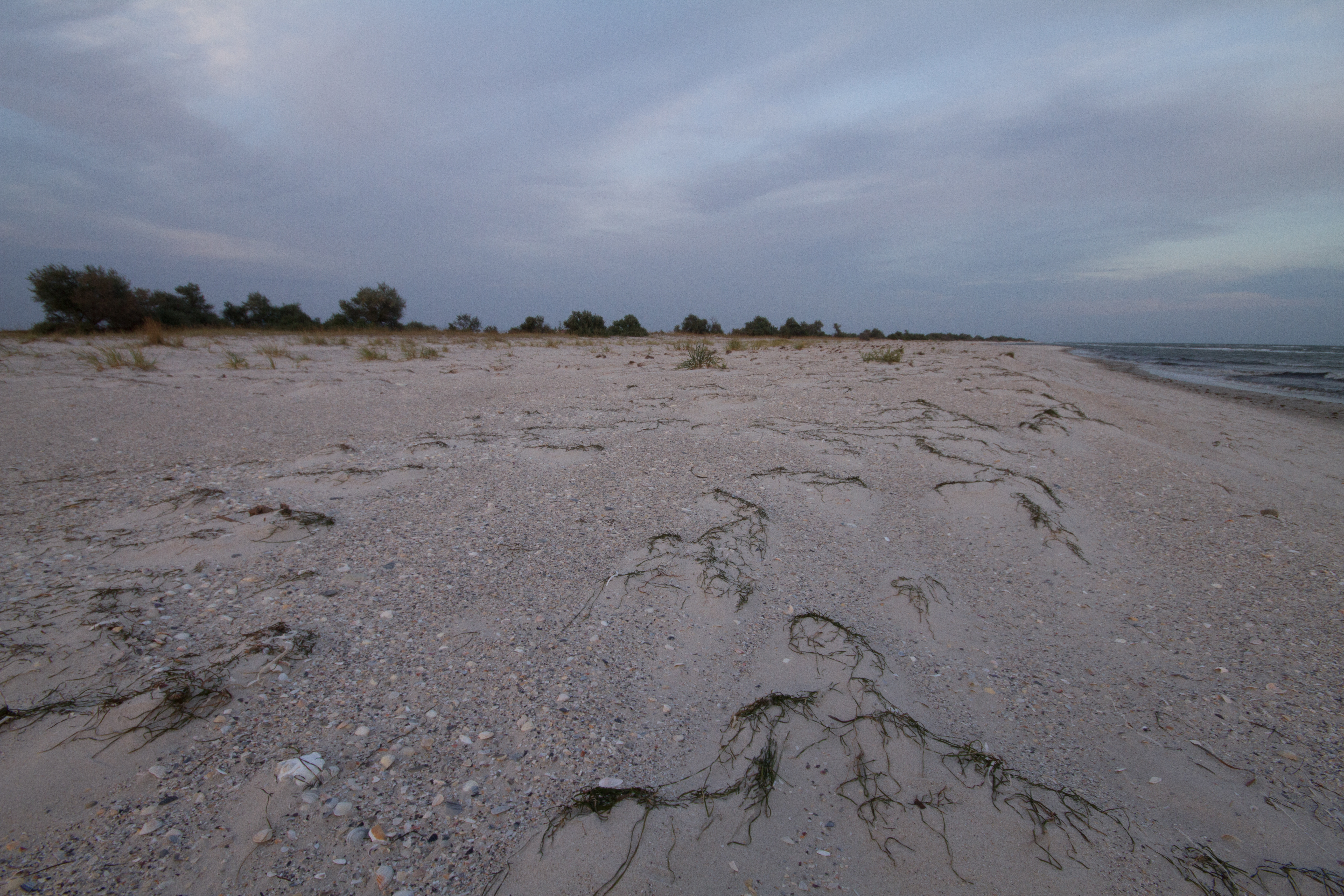
Узбережжя
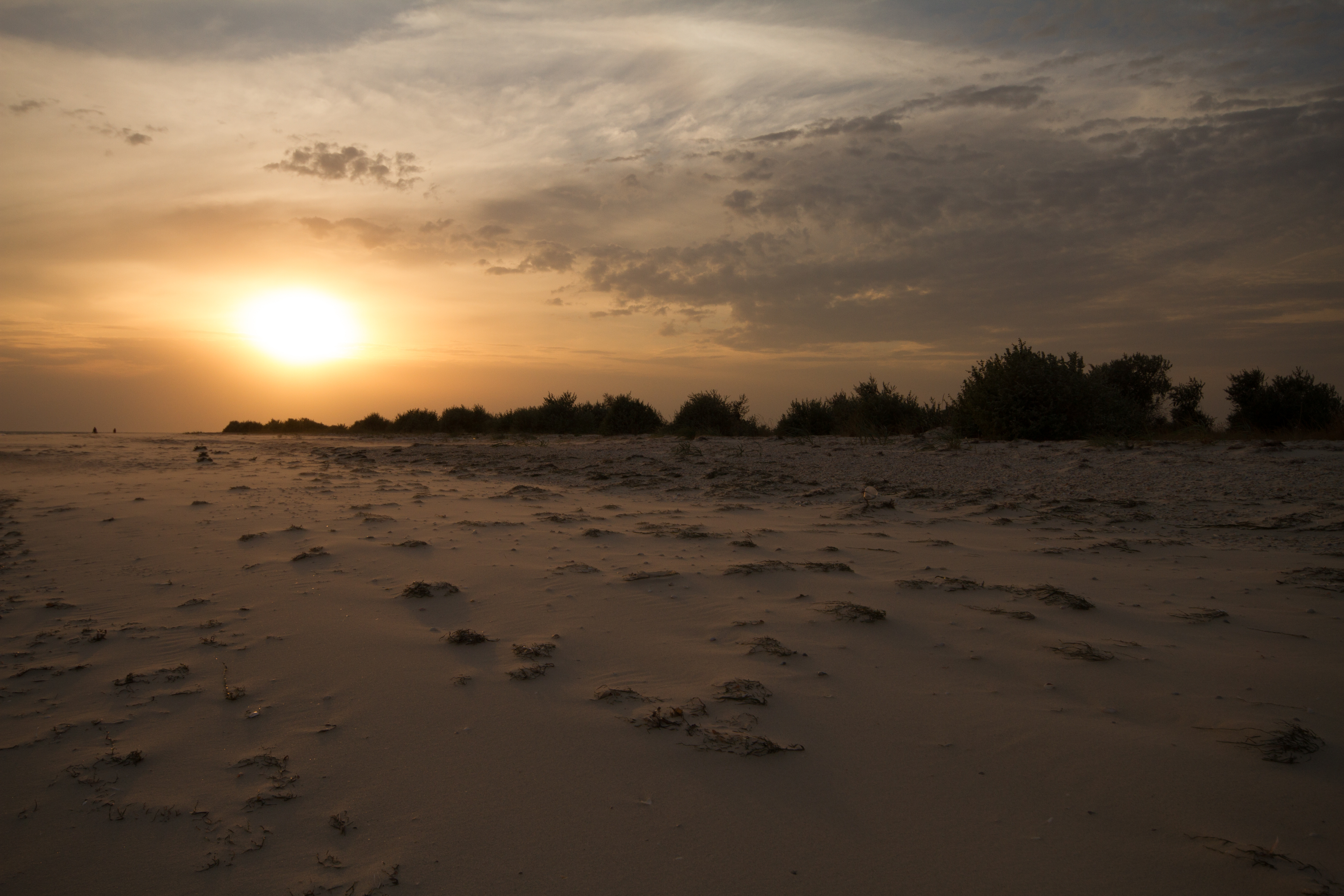
Піщаний берег
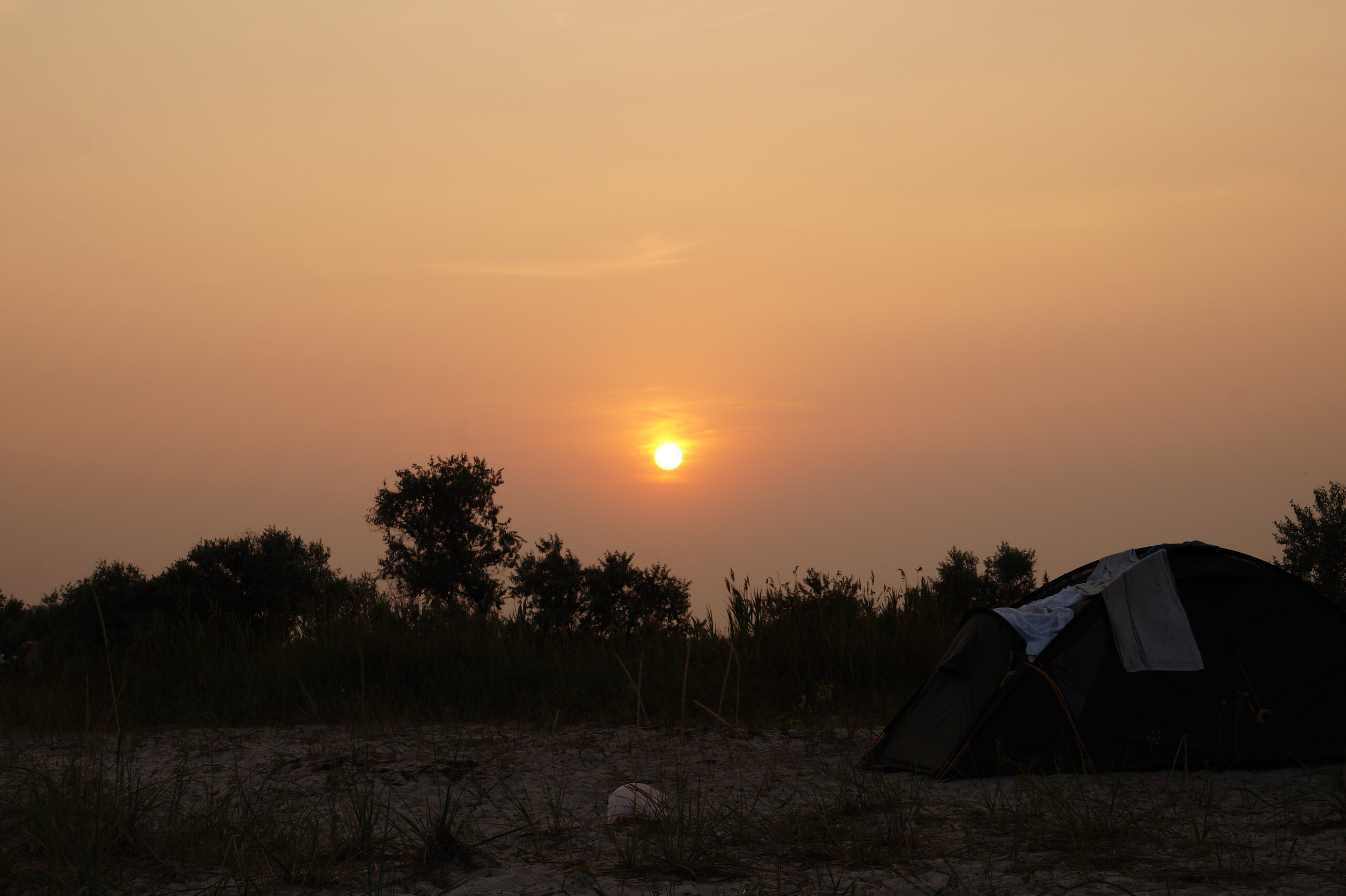
Краєвид
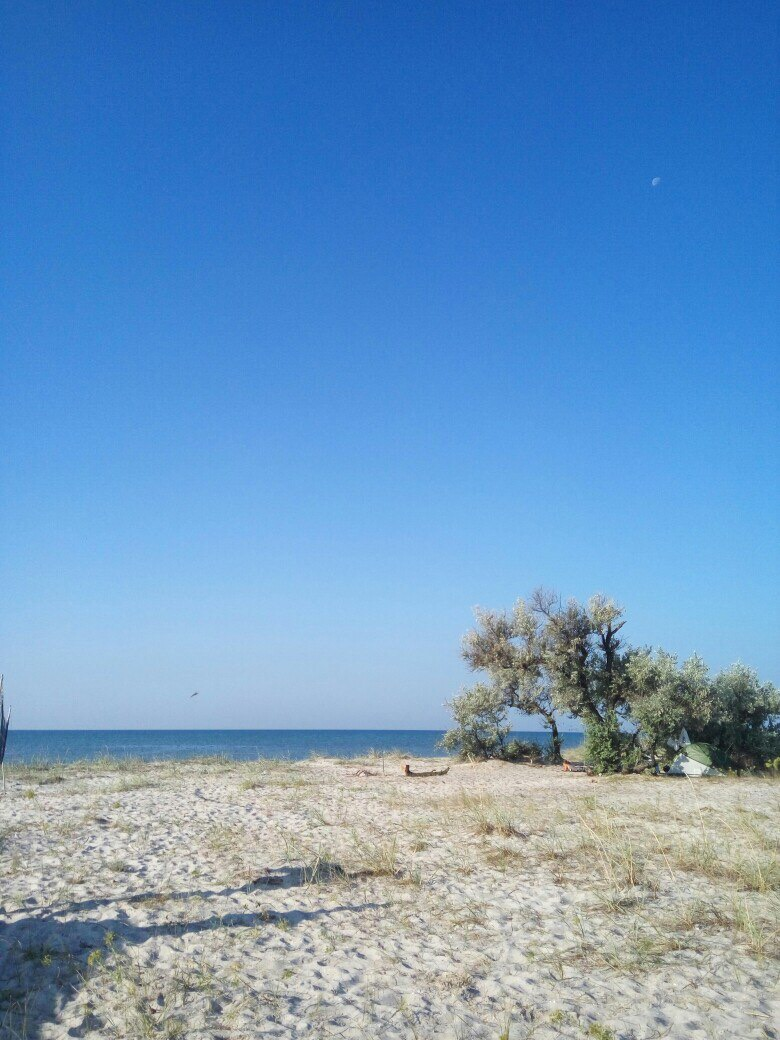
Узбережжя
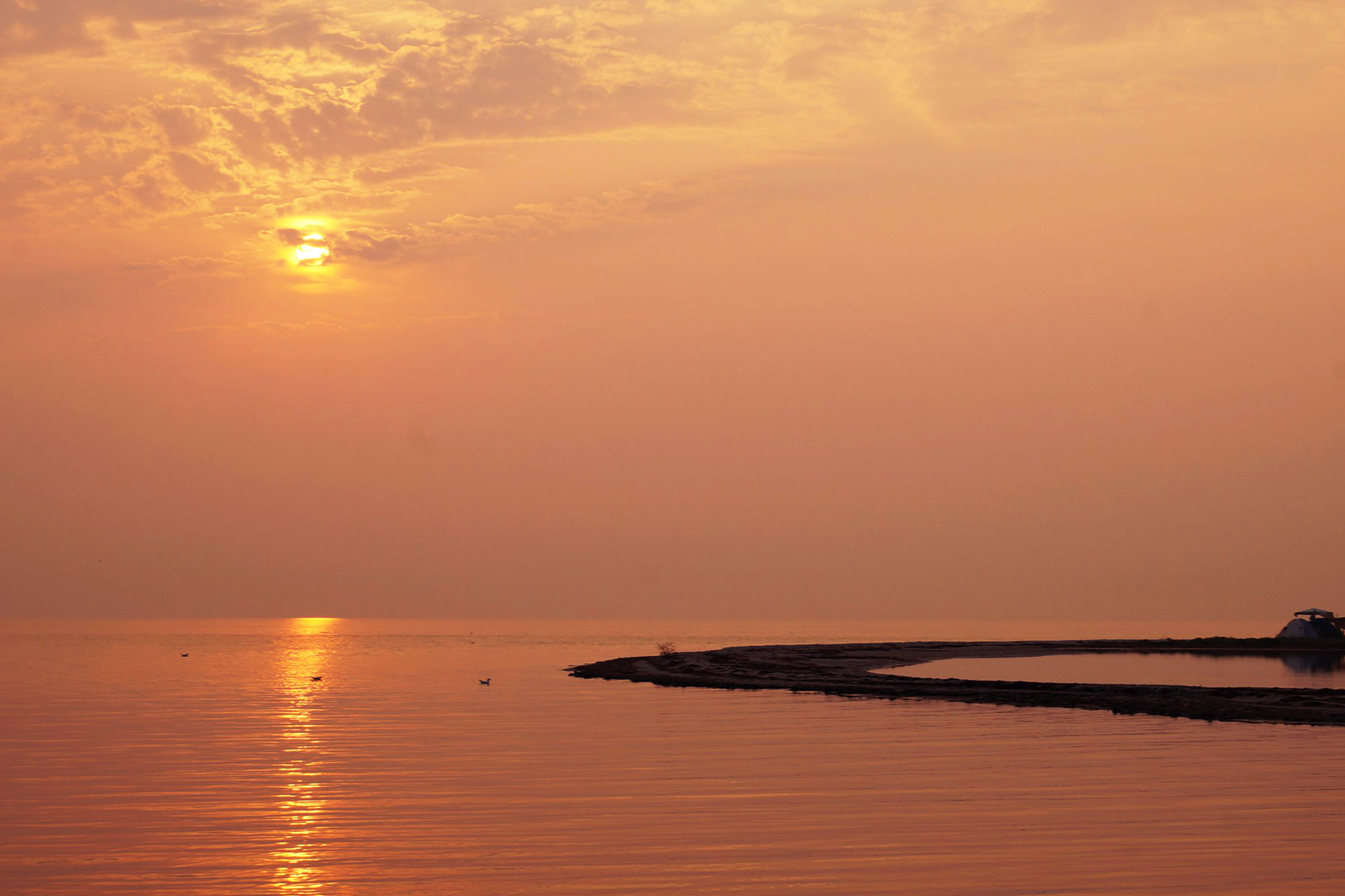
Захід сонця
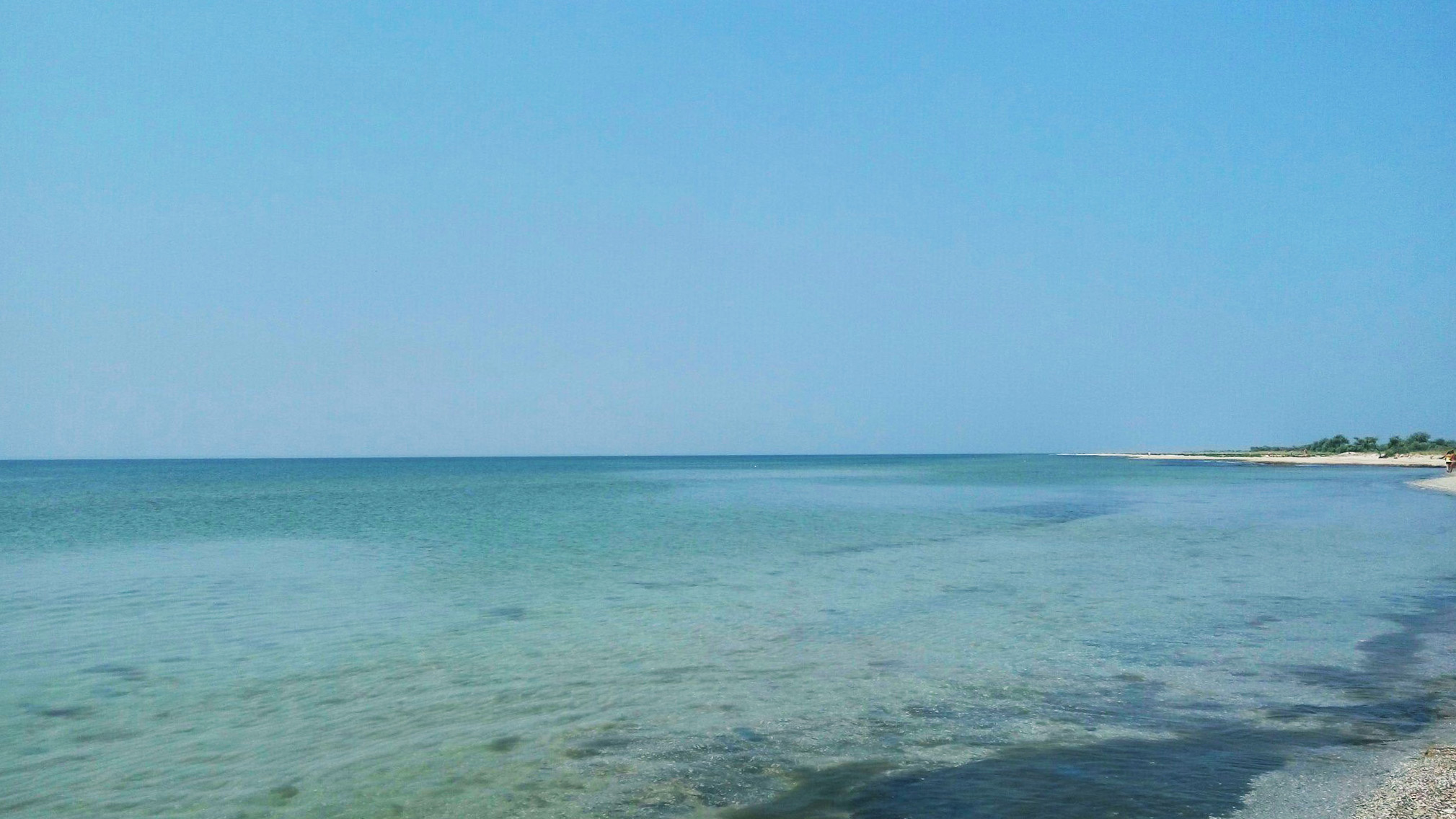
Узбережжя
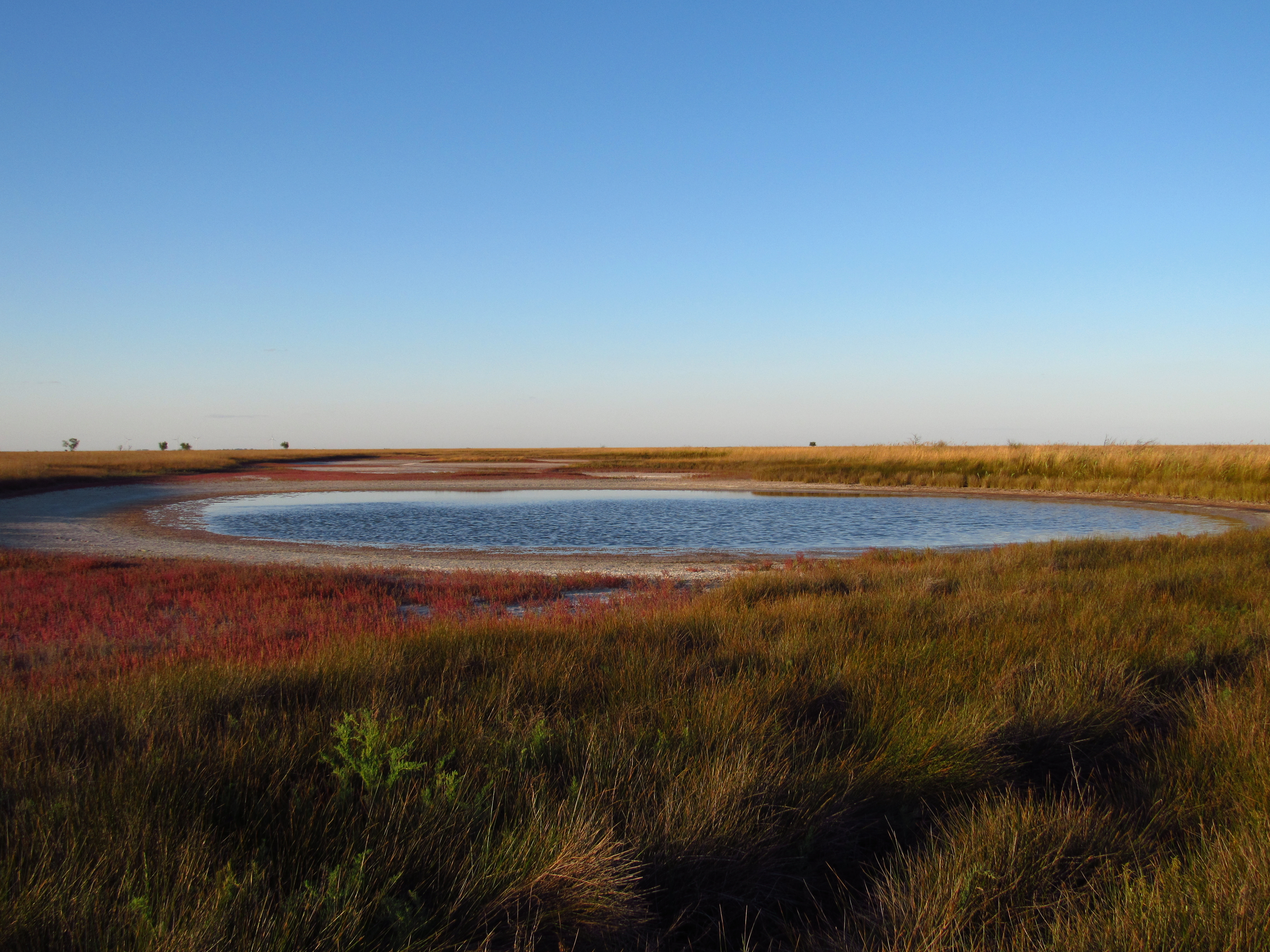
Джарилгач. Озеро

## Рослинність
Рослинність національного природного парку представлена псамофітно-степовою, лучною, болотною, солонцевою і солончаковою, а також вищою водною. Значні площі займають штучні насадження дерев та кущів.
Флора парку включає близько 500 видів вищих спорових (252 родини)і судинних рослин (72 родини). Високою є питома вага ендемічних і субендемічних видів. Їх на острові нараховується 54. (10,82 % всієї флори).
До Червоної книги України занесено 21 вид судинних рослин, у тому числі: волошка короткоголова, гвоздика бесарабська, зозулинець блощичний, зозулинець болотний, зозулинець рідкоквітковий, зозулинець розмальований, зозулинець салеповий, золотобородник цикадовий, катран понтійський, ковила волосиста, ковила дніпровська, коручка болотна, люцерна приморська, меч-трава болотна, холодок прибережний.
До Європейського Червоного списку занесено гвоздику бесарабську, покісницю сиваську, содник ягодоносний, холодок прибережний.
Рослинність острова Джарилгач представлена псамофітною, псамофітно-степовою, лучною, болотною, солонцевою і солончаковою. Синантропна рослинність в значній мірі представлена деревними та чагарниковими насадженнями, зокрема це лох вузьколистий, лох сріблястий, тамарикс галузистий, в'яз низький, тополі чорна та біла, акація біла. Навколо маяків зростає смородина золотиста. Рослинні комплекси острова представлені піщаними терасами з розрідженим рослинним покривом, за якими розпочинаються засоленні пониження, де переважно представлені галофіти: содник загострений, солонець лежачий, сермек Гмеліна та значними угрупованнями покісниці Фоміна та гігантської. Навколо солоних озер та понижень з тривалим затопленням утворюються окремі комплекси з домінуванням очерету південного та субдомінуючим пирієм повзучим, рідше зростають солонцева айстра звичайна та ситник приморський. На внутрішньо-острівних плакорних ділянках з темно-каштановими солонцюватими та супіщаними ґрунтами за ознакою домінантності представлена формації золотобородника цикадового та формації ковили дніпровської. В осолонцюватих пониженнях зростають зозулинці салеповий та болотяний. Розріджений покрив пісків складений переважно з участю жовтушниці сивої, яка займає значні площі слабкохвилястих піщаних масивів та осока колхідська зростає переважно на слабкозакріплених пісках, але зустрічається і в псамофітно-степових угрупованнях. За маяком та вздовж узбережжя моря в невеликих пониження із домінування очерету звичайного зростає кендир Русанова, який є вузьколокальним ендеміком острову та занесений до ЧКУ. Черепашкові тераси є притулком для таких рідкісних та охоронюваних видів, таких як миколайчики приморські та катран приморський, та для звичайних домінантів: колосняк причорноморський, гірчиця морська причорноморська.
На території НПП «Джарилгацький» занесені до Зеленої книги України такі угруповання: меч-трави болотяної, покісниці сиваської, ковили дніпровської, ковили волосистої та золотобородника цикадового.
Мікобіота налічує 57 видів грибів, флора лишайників — 26 видів.

## Тваринний світ

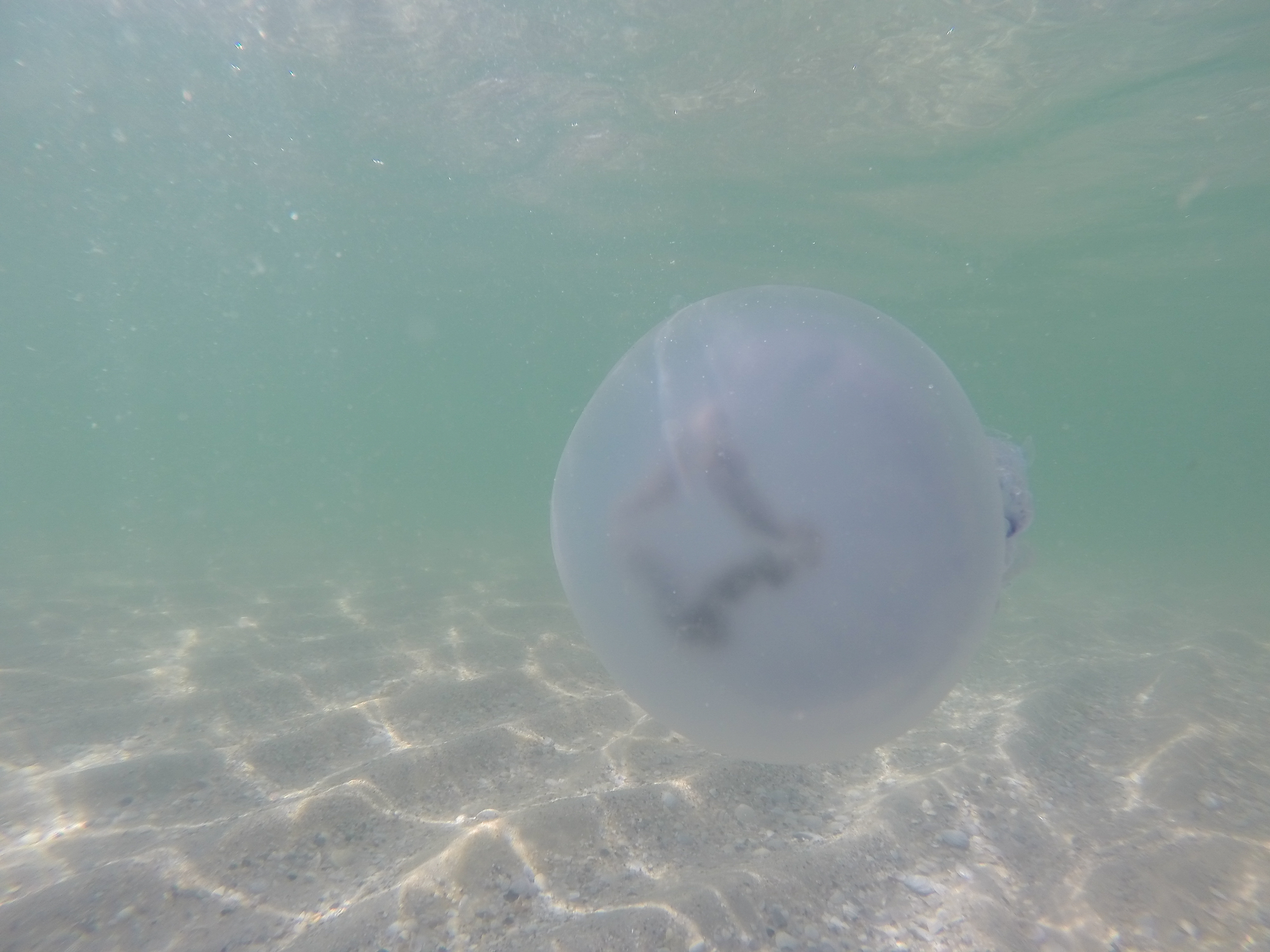
Медуза коренерот

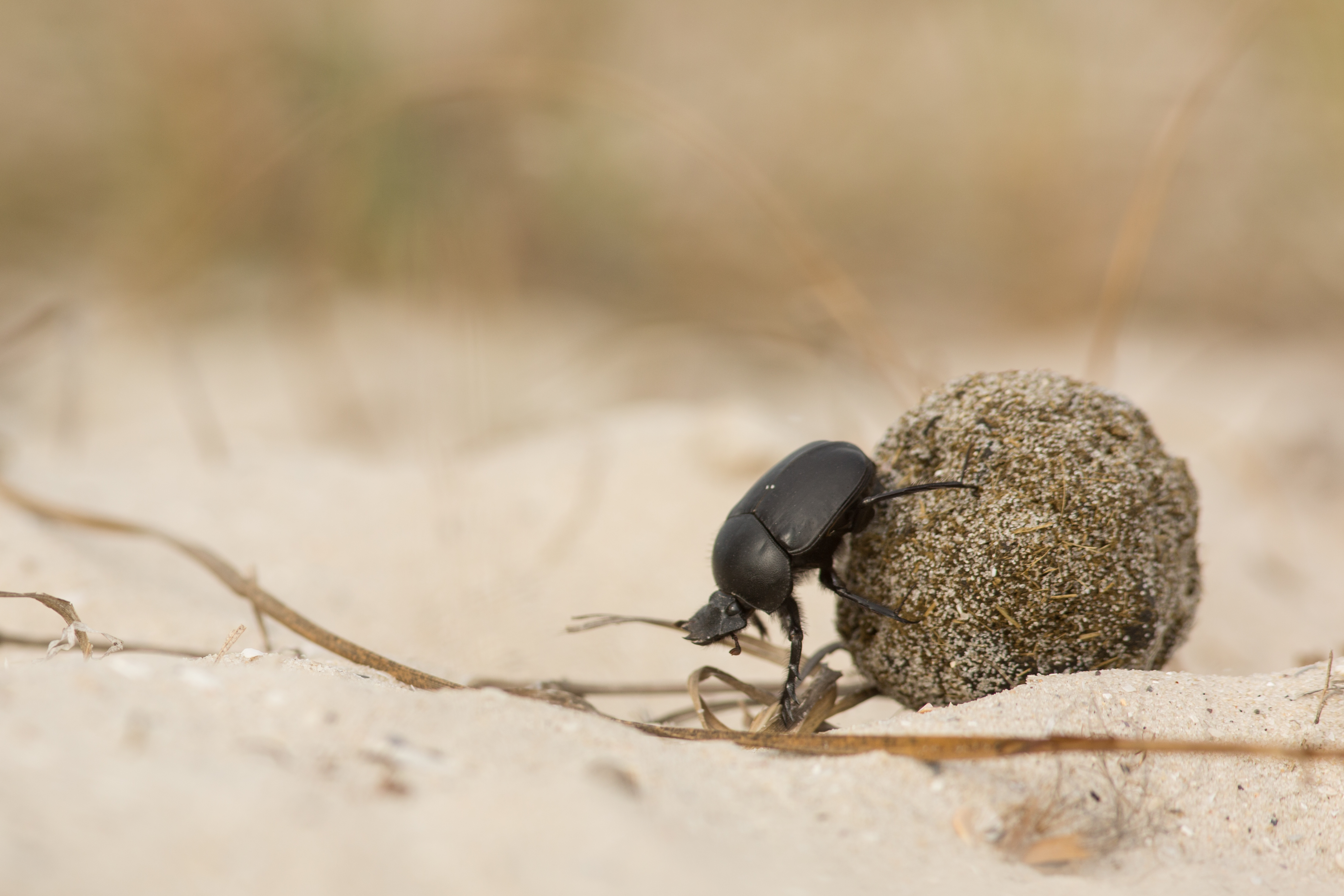
Скарабей священний

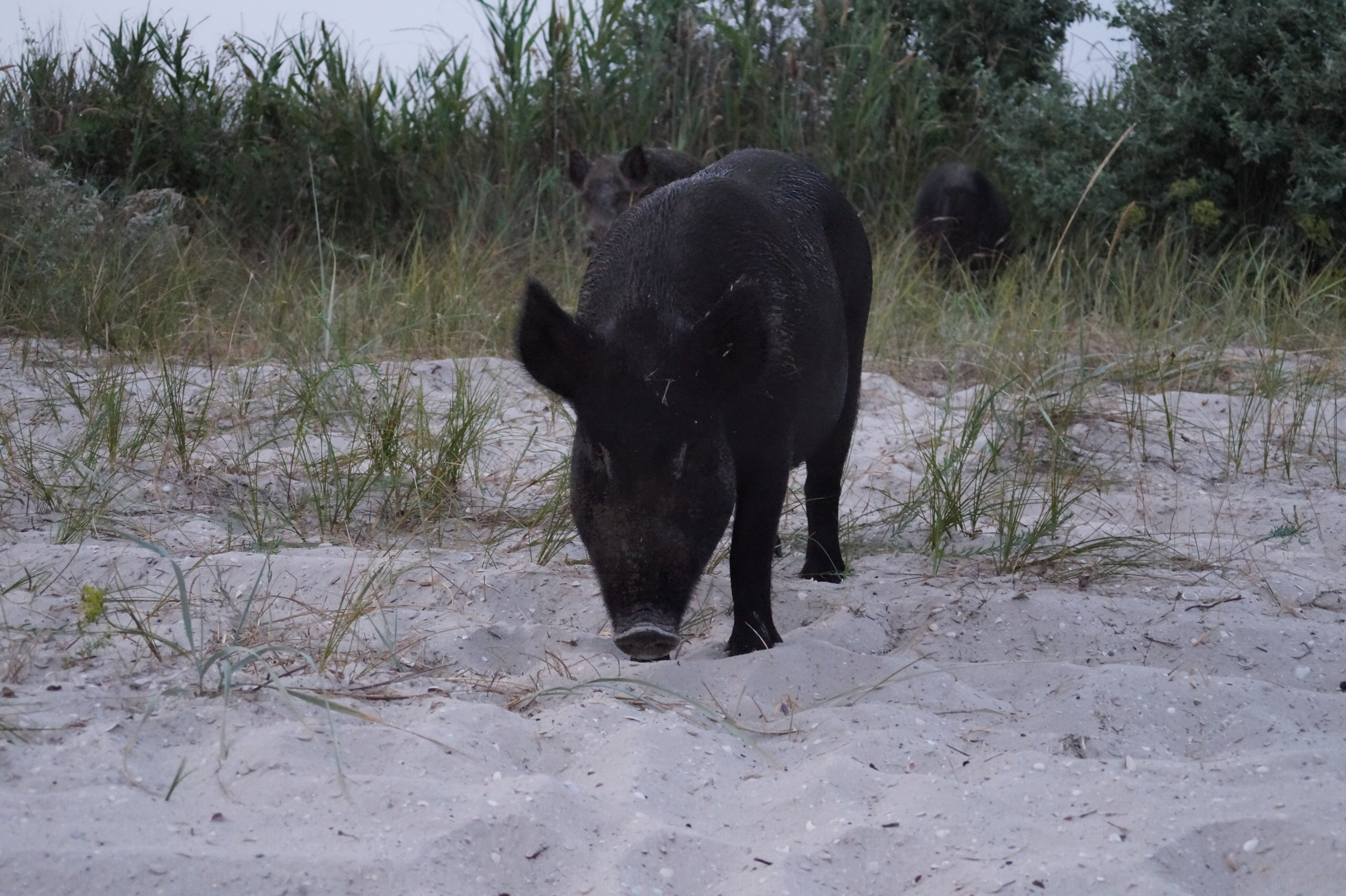
Дикі кабани

Фауна  Парку налічує: 83 види морських безхребетних, 352 види (22 рідкісні) – комах, 57 (13 рідкісні) – риби, 4 – амфібій, 7 (3 – ЧКУ) – рептилій, 250 видів (69 – ЧКУ) – птахи, 30 видів ссавців (15 – рідкісних, із них 3 – морських ЧКУ).
Фауна риб Чорного моря сформована з елементів різного походження і нараховує майже 80 видів. Відомою славою користуються бички, що мають високі смакові властивості та які є цінними об'єктами для рибалок-любителів. Бички, в основному, морські донні риби, але деякі мешкають в приморських опріснених озерах, лиманах і гирлах річок. Багато видів бичків виділяються своїм незвичайним забарвленням і здатністю змінювати його в певних періодах і ситуаціях. В звичайні ж періоди життя різні види бичків відрізняються за кольором тіла. Найпоширеніший промисловими видами є бичок-травник (Zosterisessor ophiocephalus), бичок-кнут (Mesogobius batrachocephalus), бичок-пісочник (Gobius melanostomus), бичок-кругляк (Gobius fluviatilis). В затоці серед зостери та цістозіри ховаються зеленушки, що мають строкате забарвлення. Також можна зустріти скатів, камбалу, султанку, хамсу, чорноморського оселедця, шпрота, кефалі, ставридку, морського карася, атерину, луфаря, саргана, скорпену, глосу та інші.
Єдиний представник акул в Чорному морі є мала колюча акула - катран (Squalus acanthias ponticus). Ця акула морська живородяча риба, є найцікавішим видом риб в Чорному морі. Її веретеноподібне тіло покрито дуже дрібною сірою лускою з невеликими рідкими плямами білого кольору. Чорноморська акула-катран на людину не нападає і вважається безпечною.

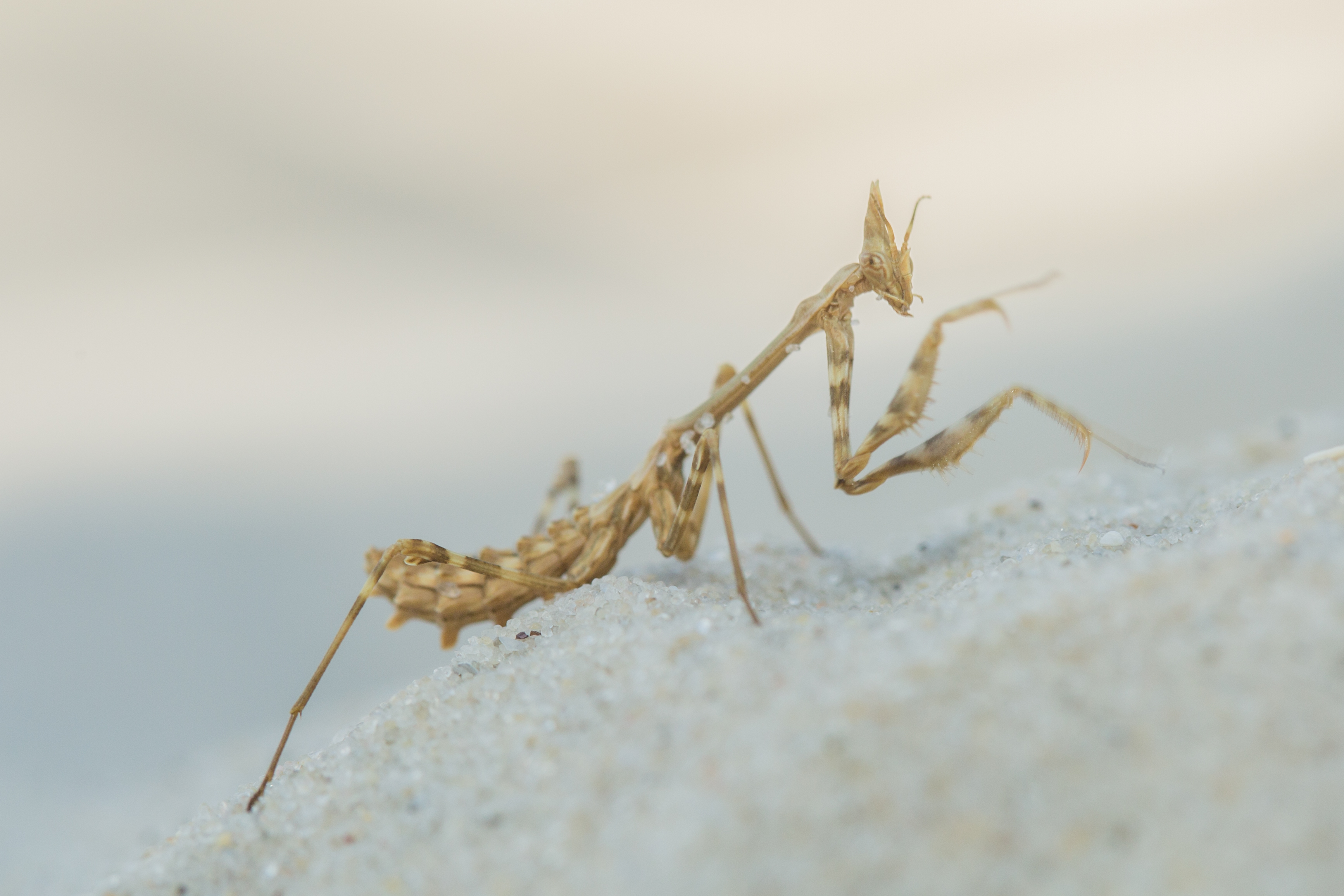
Німфа емпузи піщаної

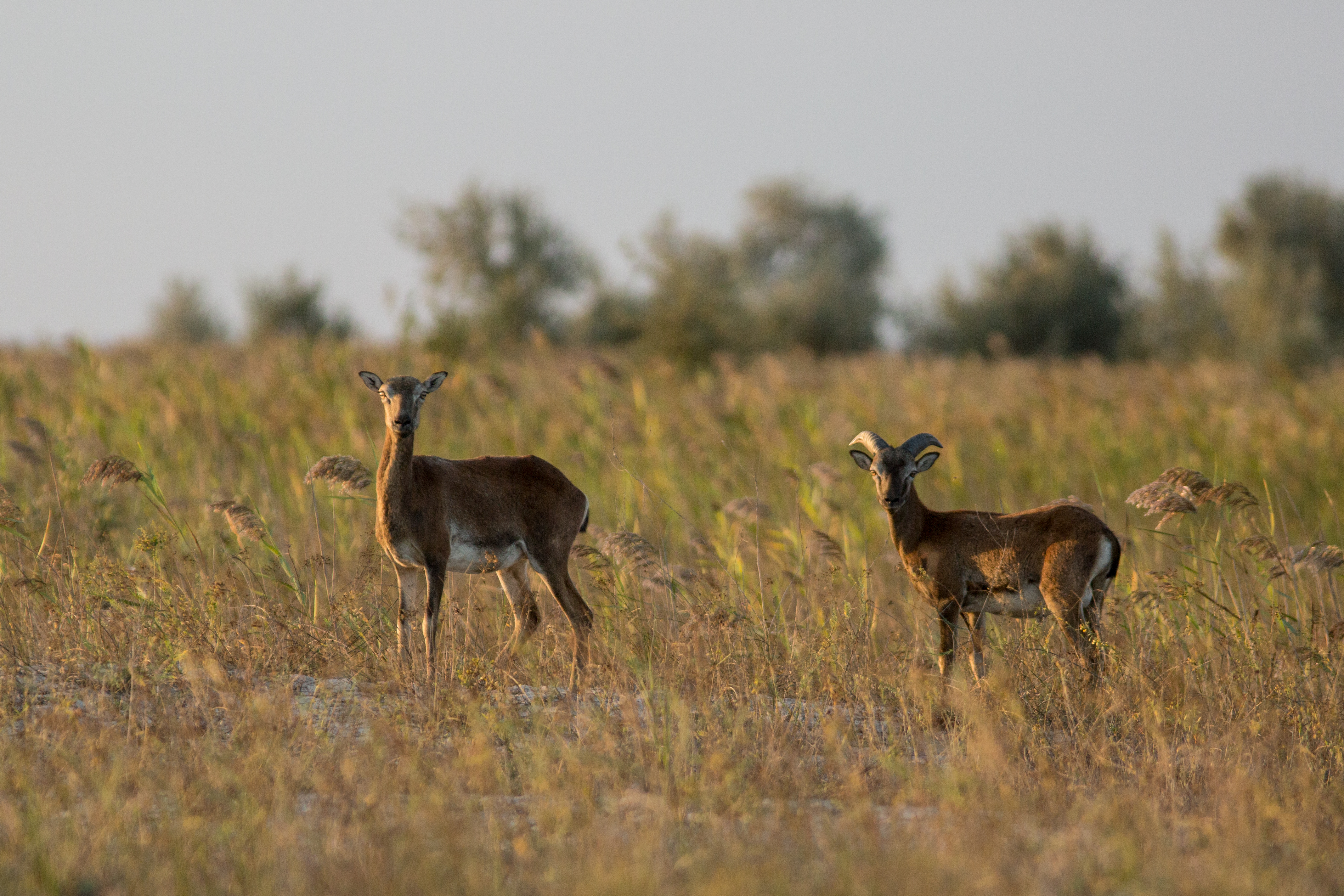
Муфлони на острові Джарилгач

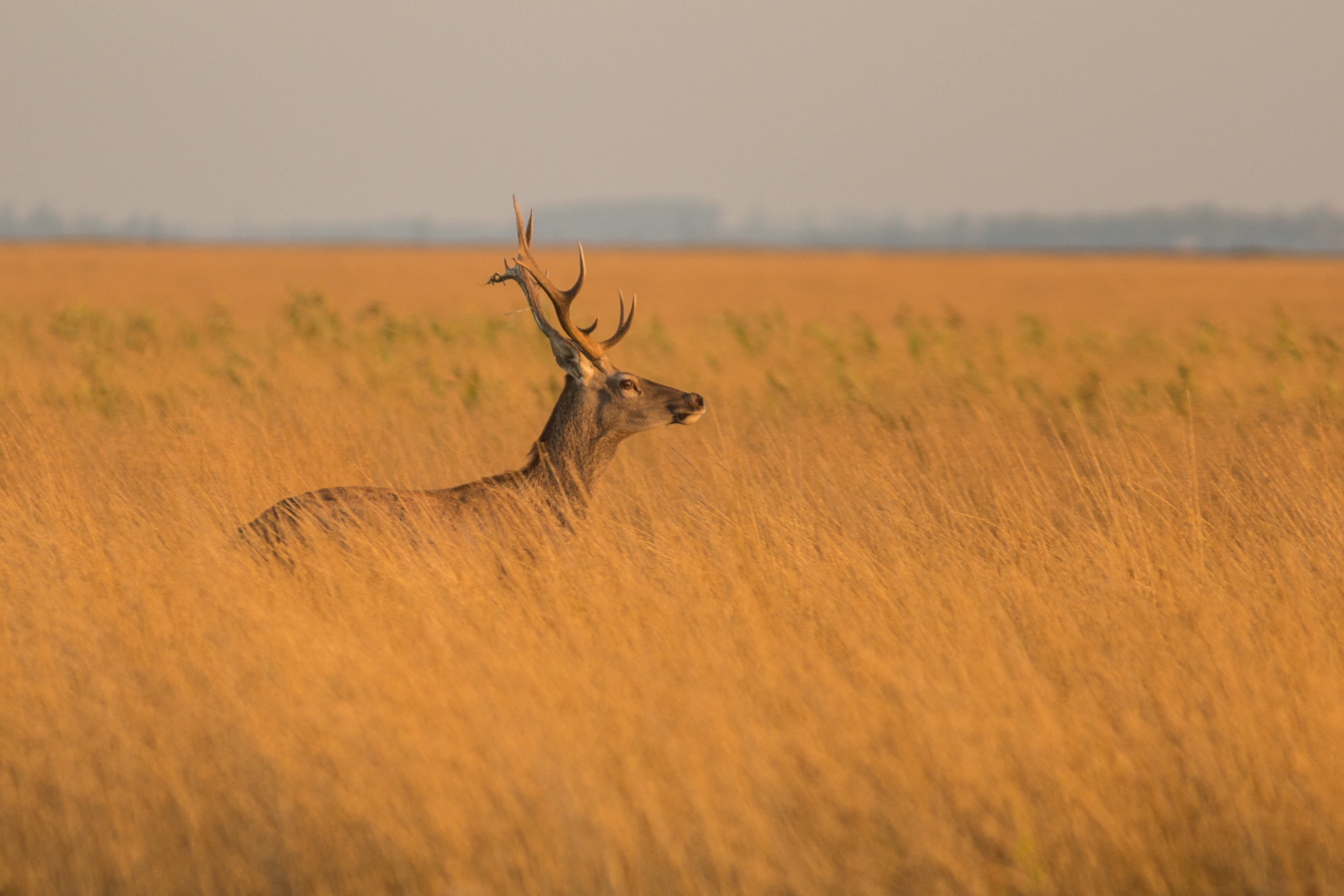
Благородний олень

До однієї родини голкових належать морські голки та морські коники. Морський коник чорноморський (Hippocampus guttulatus microstephanus) – невелика кісткова риба, що веде малорухомий спосіб життя. Віддає перевагу солоній, чистій та прохолодній воді з піщаним дном. Майже зник у рекреаційних зонах через надмірний вилов, оскільки використовується як сувенір, тому деякі морські риби-голки та морський коник занесені до Червоної книги України. Також занесені до Червоної книги такі види, як чорноморська білуга (Huso huso ponticus), осетер чорноморсько-азовський (Acipenser gueldenstaedtii colchica), севрюга звичайна (Acipenser stellatus), лосось чорноморський (Salmo trutta labrax), які мають виключно високі смакові якості м’яса та ікри, популяції яких перебувають у депресивному стані, через зникнення типових біотопів, потрібних для природного відтворення, спричинені гідротехнічним будівництвом, забрудненням води, незаконним виловом, що спричинило до їх різкого зменшення.

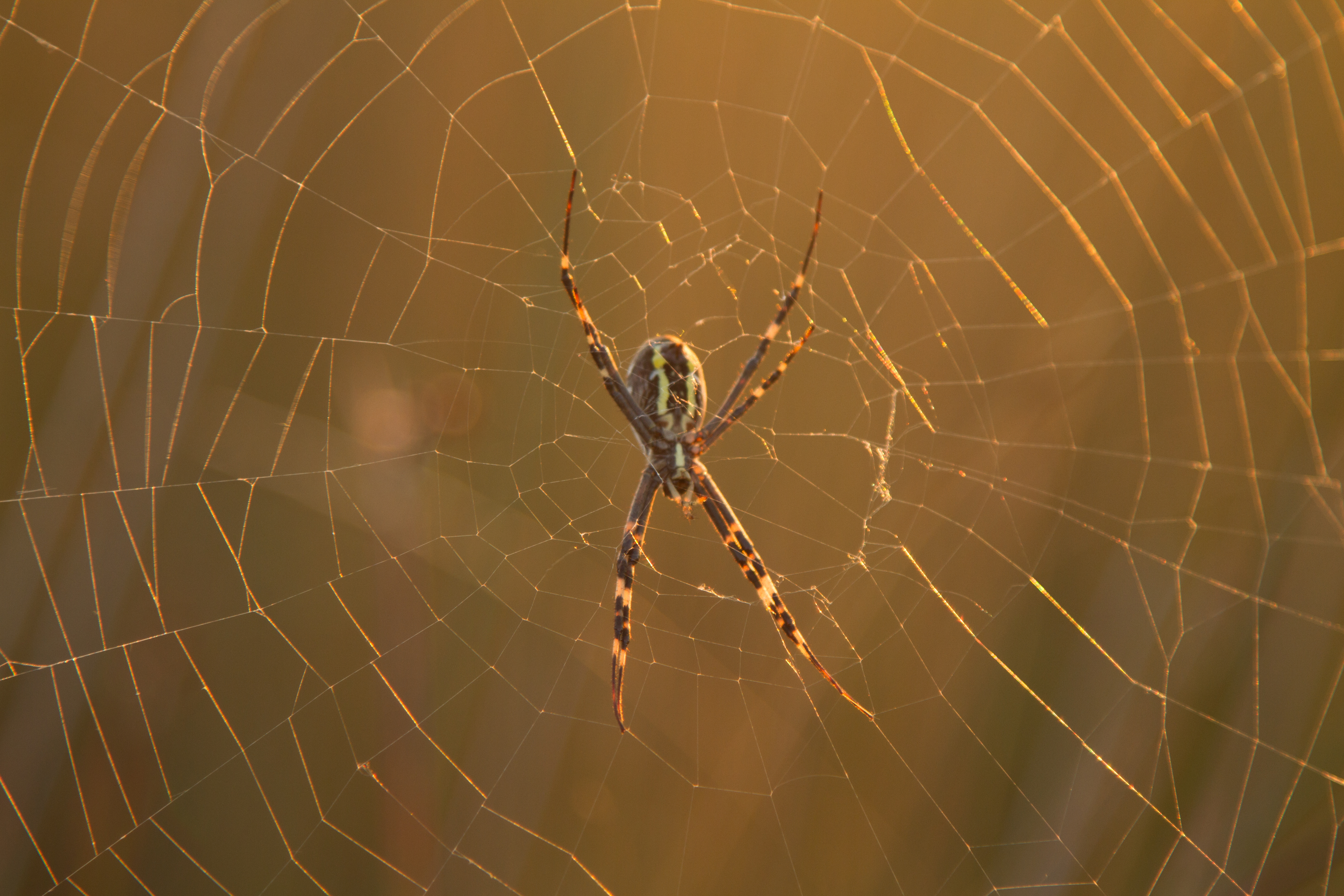
Павук аргіопа

Також на території парку перебувають більше десятка видів крабів, більшість з яких мешкає в мілководній прибережній зоні серед заростей. Найпоширенішими видами є трав'яний краб (Eriphia spinifrons), кам'яний краб (Eriphia verrucosa), мармуровий краб (Pachygrapsus marmaratus), краб-плавунець (Macropipes holsatus) і рак-самітник (Diogenes pugilator), промисел і збирання яких заборонено. Серед інших десятиногих ракоподібних зустрічаються три види звичайних креветок: морський кріт (Upogebia pusilla), кам'яна креветка (Palaemon elegans) та трав'яна креветка (Palaemon adspersus). Остання є дуже поширеною і має високі смакові якості, через що підвержена надмірному вилову.
Серед молюсків, які заселяють морське піщане дно Джарилгацької затоки, найросповсюдженішими є чорноморська мідія (Mytilus galloprovincialis), донакс (Donax trunculus), венерка (Venus gallina = Chamelea gallina), скафарка нерівна (Scapharca inaequivalis), сердцевидка (Cerastoderma glaucum), рапана (Rapana venosa), китайський капелюх (Calyptraea chinensis), гребінець чорноморський (Flexopecten ponticus).
З-поміж змій на Джарилгачі мешкають занесені до ЧКУ види: гадюка степова (Vipera renard), полоз жовточеревий (Hierophis caspius), і полоз сарматський (Elaphe sauromates).
Серед птахів можна виділити найяскравіших представників: пелікан рожевий (Pelecanus onocrotalus), чапля жовта (Ardeola ralloides), косар (Platalea leucorodia).
Острів населяють акліматизовані види ратичних: олень благородний (Cervus elaphus), муфлон (Ovis ammon musimon), і лань європейська (Cervus dama). Серед морських ссавців три види китоподібних занесені до Червоної книги України: афаліна звичайна (Tursiops truncates), дельфін білобокий (Dephinus delphis), фоцена звичайна (Phocoena phocoena).

## Водно-болотне угіддя міжнародного значення
Національний природний парк є частиною водно-болотного угіддя міжнародного значення «Каркінітська та Джарилгацька затока». До складу Рамсарського угіддя (3UA011) входять засновані в 1957 р. орнітологічний заказник національного значення «Каркінітська затока» (27646 га) і частина Кримського природного заповідника «Лебедині острови» (9612 га), а також створений у 1974 р. ботанічний заказник національного значення «Джарилгацький» (300 га). В їхнії межах заборонено використання природних ресурсів та рекреаційна діяльність.
ВБУ є типовим для причорноморського регіону ландшафтним утворенням. Це прибережні біотопи з добре розвиненою системою кіс, мілководь та островів. Рослинність типова для приморської частини степової зони. В межах угіддя представлені такі основні біотопи: дюнні луки, відкриті водні плеса, галофітні угруповання та маргінальні ценози. Угіддя має велике значення в національному масштабі для мігруючих птахів: тут спостерігалося 150 тис. пар коловодних птахів восени та 100 тис. пар навесні. Під час міграції переважна кількість птахів концентрується на відкритій воді, прибережних мілинах, островах і солончаках. 115 видів птахів занесено до різних охоронних списків, 46 з них − до Червоної книги України.

## Ресурси Інтернету
- Текст Указу на вебсайті Верховної Ради України
- ПЕРЛИНИ ПРИЧОРНОМОР'Я З серії «Новий злет природно-заповідної справи на Україні» [Архівовано 1 березня 2019 у Wayback Machine.]